# Sachalinská železnice
Sachalinská železnice je síť železničních tratí na Sachalinu. Jsou to jednokolejné tratě úzkého rozchodu 1 067 mm o délce 805 km. Železnice je s ruskou kontinentální sítí propojena pouze trajektem. V letech 2003 až 2020 byl ve všech směrech změněn rozchod na celoruský standard 1 520 mm.

## Výstavba
Výstavbu železnice na Sachalinu zahájili Japonci po vítězné rusko-japonské válce, kdy do svého držení získali jižní část ostrova. Nejprve to byla úzkokolejná trať Tojohara — Ótomari, která měla rozchod 600 mm a délku 42,5 km. Tato trať byla záhy přestavěna na tehdy standardní japonský rozchod 1 067 mm a v r. 1911 prodloužena o 53,5 km na sever do přístavu Sakaehama (Starodubskoje). V letech 1918 až 1928 byla železnice dovedena na západní pobřeží v trase Honto (Něvelsk) — Tomari. Výstavba pokračovala i ve třicátých letech, kdy byly budovány především odbočky z hlavních tratí, které byly zčásti úzkokolejné (762 mm) i podle japonských standardů. Mimo to se trať prodlužovala na sever a tato výstavba byla ukončena s japonskou porážkou v druhé světové válce.
V severní, sovětské části ostrova byla od r. 1925 stavěna úzkokolejná trať Ocha — Nogliki o rozchodu 750 mm. Ve třicátých letech byla postavena širokorozchodná trať Moskaljvo — Ocha v délce 34,5 km. Plány na přestavění všech úzkorozchodných tratí na Sachalinu na sovětský standard vznikly bezprostředně po válce, ale byly pozastaveny v r. 1953 stejně jako projekt přímého propojení s pevninou. V téže době byla zprovozněna celá trasa úzkokolejky Ocha — Nogliki.
Výstavba úzkokolejných tratí japonského standardu byla obnovena zhruba dvacet let po válce spolu s obnovou vozového parku. V r. 1971 byla uvedena do provozu trať Arsentěvka — Iljinsk jako druhá spojka východní a západní tratě a v r. 1979 byla prodloužena východní trať až do stanice Nogliki. Síť na ostrově postupně dosáhla délky 1 072 km.

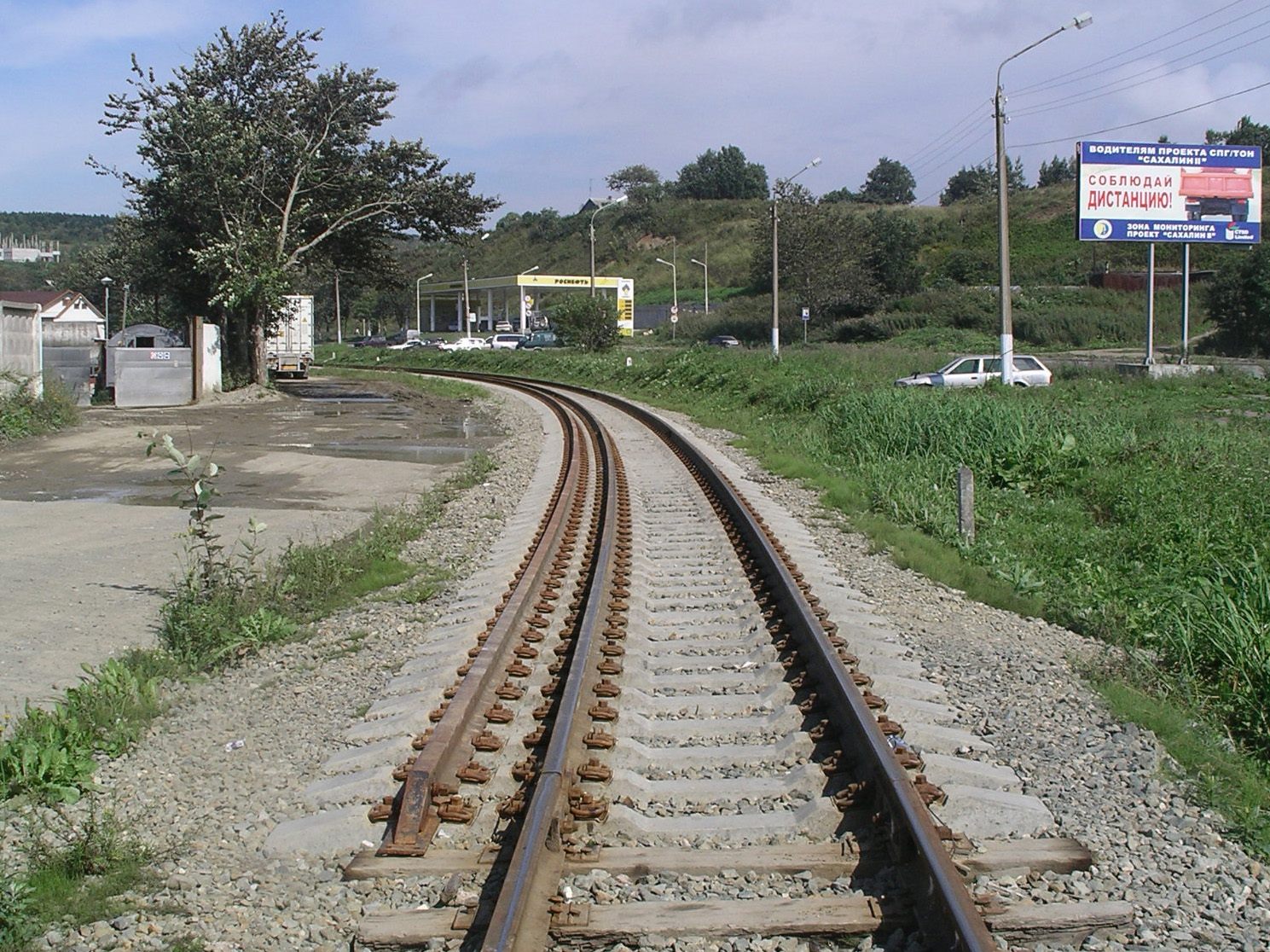
Přestavovaná trať z úzkého rozchodu na široký

Nejednotný rozchod, který vyžadoval údržbu rozličné dopravní techniky se ukázal ekonomicky neudržitelným. Již v r. 1979 byla zrušena osobní doprava na širokorozchodné trati Moskaljvo — Ocha a od začátku devadesátých let dvacátého století byla tato trať prakticky provozována jako úzkorozchodná. Provoz na této úzkokolejce (750 mm) netrval dlouho, protože v r. 2007 byla celá trať Ocha — Nogliki uzavřena. V r. 1994 byla uzavřena téměř celá trať Južno-Sachalinsk — Cholmsk, protože udržení provozu na ní ukázalo jako nerentabilní především s ohledem na nákladnou údržbu tunelů. Postupně byly zakonzervovány odbočky Dačnoje — Aniva a Dolinsk — Starodubskoje. V r. 2003 byla zahájena přestavba tratí na široký rozchod 1 520 mm, která byla dokončena dne 31. července 2020.

## Popis
Současná síť se skládá ze tří hlavních větví:
- Šachta-Sachalinskaja — Iljinsk na západním pobřeží
- Korsakov — Nogliki na východě
- Iljinsk — Arsentěvka jako spojka mezi nimi

Na tratích je množství tunelů, z nichž převážná část dosud vyhovuje pouze japonskému průjezdnému profilu.

## Provoz
Provozovatelem tratí jsou Ruské železnice. V jejím rámci tvořily Sachalinské železnice po dlouhou dobu samostatnou jednotku. V r. 2010 byly začleněny do Dálněvýchodní dráhy jako Sachalinský region.

### Vlaky
K potahu se používá především dieselových lokomotiv, které od šedesátých let začaly postupně nahrazovat japonské parní lokomotivy. Začátkem sedmdesátých let parní potah téměř vymizel. Pro osobní dopravu byly dlouho používány vozy japonské provenience. Příměstskou dopravu se provozovaly japonské motorové jednotky Kiha, ale v r. 2001 byly nahrazeny modernějšími osobními vlaky s dieselovým potahem ruské výroby.

### Přepravní výkon
Celkový objem přepravy po železnici byl v r. 2010 3,5 mil. t a 1,1 mil. osob.